# Sant Joan de Roians
Sant Joan de Roianés (en francès Saint-Jean-en-Royans) és un municipi francès situat al departament de la Droma i a la regió d'Alvèrnia-Roine-Alps. L'any 2007 tenia 3.011 habitants.

## Demografia

### Població
El 2007 la població de fet de Sant Joan de Roianés era de 3.011 persones. Hi havia 1.317 famílies de les quals 454 eren unipersonals (211 homes vivint sols i 243 dones vivint soles), 414 parelles sense fills, 326 parelles amb fills i 123 famílies monoparentals amb fills.
La població ha evolucionat segons el següent gràfic:
Habitants censats

### Habitatges
El 2007 hi havia 1.608 habitatges, 1.353 eren l'habitatge principal de la família, 111 eren segones residències i 144 estaven desocupats. 1.004 eren cases i 595 eren apartaments. Dels 1.353 habitatges principals, 775 estaven ocupats pels seus propietaris, 538 estaven llogats i ocupats pels llogaters i 40 estaven cedits a títol gratuït; 16 tenien una cambra, 128 en tenien dues, 304 en tenien tres, 396 en tenien quatre i 509 en tenien cinc o més. 860 habitatges disposaven pel capbaix d'una plaça de pàrquing. A 665 habitatges hi havia un automòbil i a 471 n'hi havia dos o més.

### Piràmide de població
La piràmide de població per edats i sexe el 2009 era:
| Homes | Edats   | Dones |
| ----- | ------- | ----- |
| 0     | 95 o +  | 0     |
| 8     | 90 a 94 | 16    |
| 24    | 85 a 89 | 56    |
| 24    | 80 a 84 | 48    |
| 92    | 75 a 79 | 88    |
| 60    | 70 a 74 | 116   |
| 88    | 65 a 69 | 64    |
| 60    | 60 a 64 | 60    |
| 92    | 55 a 59 | 64    |
| 112   | 50 a 54 | 112   |
| 96    | 45 a 49 | 76    |
| 92    | 40 a 44 | 128   |
| 92    | 35 a 39 | 84    |
| 76    | 30 a 34 | 88    |
| 92    | 25 a 29 | 80    |
| 44    | 20 a 24 | 64    |
| 104   | 15 a 19 | 88    |
| 92    | 10 a 14 | 104   |
| 84    | 5 a 9   | 104   |
| 52    | 0 a 4   | 76    |

## Economia
El 2007 la població en edat de treballar era de 1.783 persones, 1.271 eren actives i 512 eren inactives. De les 1.271 persones actives 1.164 estaven ocupades (627 homes i 537 dones) i 107 estaven aturades (46 homes i 61 dones). De les 512 persones inactives 228 estaven jubilades, 128 estaven estudiant i 156 estaven classificades com a «altres inactius».

### Ingressos
El 2009 a Saint-Jean-en-Royans hi havia 1.290 unitats fiscals que integraven 2.888 persones, la mediana anual d'ingressos fiscals per persona era de 16.561 €.

### Activitats econòmiques
Dels 203 establiments que hi havia el 2007, 4 eren d'empreses extractives, 11 d'empreses alimentàries, 17 d'empreses de fabricació d'altres productes industrials, 21 d'empreses de construcció, 47 d'empreses de comerç i reparació d'automòbils, 9 d'empreses de transport, 14 d'empreses d'hostatgeria i restauració, 3 d'empreses d'informació i comunicació, 8 d'empreses financeres, 10 d'empreses immobiliàries, 17 d'empreses de serveis, 26 d'entitats de l'administració pública i 16 d'empreses classificades com a «altres activitats de serveis».
Dels 58 establiments de servei als particulars que hi havia el 2009, 1 era una oficina d'administració d'Hisenda pública, 1 gendarmeria, 1 oficina de correu, 5 oficines bancàries, 2 funeràries, 7 tallers de reparació d'automòbils i de material agrícola, 2 autoescoles, 6 paletes, 1 guixaire pintor, 3 fusteries, 4 lampisteries, 3 electricistes, 1 empresa de construcció, 5 perruqueries, 3 veterinaris, 8 restaurants, 2 agències immobiliàries, 1 tintoreria i 2 salons de bellesa.
Dels 18 establiments comercials que hi havia el 2009, 1 era un supermercat, 2 botiges de menys de 120 m², 6 fleques, 1 una carnisseria, 2 llibreries, 2 botigues de roba, 1 una botiga d'equipament de la llar, 1 una sabateria, 1 una botiga de material esportiu i 1 una floristeria.
L'any 2000 a Saint-Jean-en-Royans hi havia 51 explotacions agrícoles que ocupaven un total de 792 hectàrees.

## Equipaments sanitaris i escolars
El 2009 hi havia 1 centre de salut, 3 farmàcies i 1 ambulància.
El 2009 hi havia 1 escola maternal i 2 escoles elementals. Saint-Jean-en-Royans disposava d'un col·legi d'educació secundària amb 322 alumnes.

## Poblacions més properes
El següent diagrama mostra les poblacions més properes.